# Casper Johansen
Casper Verum Nygaard Johansen (født 28. juli 1988) er en dansk professionel fodboldspiller.
Casper Johansen har tidligere i karrieren fungeret som targetangriber og som central offensiv midtbanespiller.
Johansen blev i 2011 kåret som Årets profil i 2. Div. Vest af Spillerforeningen for sæsonen 2011-2012, hvor han blev topscorer i 2. Div. Vest med 26 sæsontræffere, hvilket var stærkt medvirkende til at FC Fyn vandt 2. Div. Vest – en divisionstitel der blev sikret to runder før sæsonafslutningen.
FC Fyn vandt playoffkampene om oprykning til 1. Divison mod HIK med samlet 3-1 – efter 1-1 på Fyn og 0-2 i København – med Johansen som matchvinder.

## Klubkarriere
Casper Johansen startede sin karriere og har i de tidlige ungdomsår spillet i FC Horsens.
Han har tidligere spillet i AC Horsens i hele sin ungdoms- og starten af sin seniorkarriere frem til januar 2011, hvorefter han repræsenterede Kolding FC først på lejebasis og senere på en halvårig aftale før skiftet til FC Fyn.
Johansen har gennem ungdomsårene været topscorer på samtlige ungdomshold i AC Horsens, og kom med i seniortruppen som 18-årig.
Efter et par sæsoner med manglende spilletid, fik han ophævet sin kontrakt, og var siden vinteren 2011 tilknyttet Kolding FC, i den danske 1. division, før han annoncerede sit skifte til FC Fyn.

### AC Horsens
Som drengespiller blev Casper Johansen en del af "byens" talenthold, der samledes i fusionsklubben AC Horsens. Efter ungdomsrækkerne blev han tidligt en del af 1. holds truppen i Horsens, og han har således været med i avancement fra 1. division til SAS ligaen.
Han fik sin debut i den bedste danske række (SAS ligaen) som 18-årig, den 5. august 2006 mod Brøndby IF og scorede sit første mål i den bedste danske række den 28 oktober 2007, på udebane mod FC Nordsjælland, der blev besejret med 0-2.
Var i sæsonen 2008/2009 en del af det AC Horsens mandsskab, der endte på sidstepladsen i SAS ligaen, og var dermed en del af nedrykningen til Viasat divisionen.
Casper Johansen var med i oprykningen til Superligaen i sæsonen 2009/2010, hvor AC Horsens vandt 1. Division.
I forårsæsonens første kamp blev han for første gang i karrieren alvorligt skadet, efter blot få minutter på banen – en skade der holdt Johansen ude helt ind til sæsonens sidste spillerunde, hvor han noget uvant spillede 90 minutter på den centrale midtbane.
Casper Johansen skrev historie i AC Horsens, da han i sæsonen 2007-08 scorede seks mål i en pokalklamp mod FC Sydvest, som i den forbindelse blev besejret med 10-0. Casper Johansen scorede de seks første mål i kampen, før han lod sig udskifte til stor jubel fra de medrejsende tilhængere.

### Kolding FC
Johansen blev i efterårsæsonen 2010 udlejet til 1. Divisions klubben Kolding FC, hvor han blev udset som en vigtig brik i Koldings overlevelse i Danmarks anden bedste række.
Lejeopholdet blev en succes for ham, med fire mål i DBUs Landspokalturnering for herrer 2010/2011 samt 2 ligamål i den danske 1. division i en efterårssæson hvor han spillede fast som angriber eller offensiv midtbanespiller på det unge mandskab i Kolding FC.
Efter lejeopholdet, skiftede Johansen til Kolding FC, i vinteren 2011, hvor han frem mod klubbens tvangsnedrykning i sommeren 2011 – som resultat af fusionen Vejle Boldklub Kolding – spiller som offensiv midtbanespiller.
Johansen scorede for første gang i forårssæsonen, i 2-3 sejren uden over 1. Divisions daværende 4. plads Akademisk Boldklub, den 6. april. Efterfølgende nettede Johansen yderligere et par gange i sæsonen, mod FC Fyn og fusionsklubben Vejle Boldklub.
Johansen var i maj 2011 til prøvetræning i den tyske klub Holstein Kiel.

### FC Fyn
Vi har i Casper Johansen fået en meget talentfuld ung angriber som kan spille flere positioner i angrebet og med tilgangen af Casper er FC FYN angrebet blevet styrket med endnu en spiller som også kan spille på kanten.
Casper Johansen skrev den 29 juli 2011 under på en aftale gældende året ud til den 31 december 2011 med Odense-klubben FC Fyn på en fri transfer.
Johansen fik en ren drømmedebut for FC Fyn, i sin første kamp i den danske 2. Division, hvor han scorede et hattrick i en 6-1 sejr over Otterup.
Få dage efter blev det til avancement i Landspokalturneringen, med en sejr på 7-6 efter straffesparkskonkurrence over Middelfart. Johansen scorede et enkelt mål i den ordinere spilletid, og nettede efterfølgende også i straffesparkskonkurrencen.
Johansen scorede 13 ligamål, og i alt 16 mål i 17 kampe for FC Fyn i efterårssæsonen – hvormed han ved vinterpausen var topscorer i 2. Division Vest, og endvidere fik tildelt prisen som Årets profil i 2. Div. Vest af Spillerforeningen.
Casper Johansen forlængede sin kontrakt med topholdet fra 2. Division Vest den 15 december 2011, og skrev under på en et årig aftale med udløb den 31. december 2012.

### Holstein Kiel
Johansen skrev i juli 2012 under på en toårig med Holstein Kiel fra den fjerdebedste tyske fodboldrække.

### Middelfart G&Bk
I slutningen af august 2014 vendte Johansen tilbage til Danmark, hvor han skrev under på en kontrakt med Middelfart B&GK.

## Landsholdskarriere
Casper Johansen debuterede på det danske U18-landshold den 9. februar 2006 mod Rumænien, og han har foreløbigt spillet 11 U/landskampe (3 U/18, 4 U/19, 1 U/20, 1 U/21) med 3 mål til følge.
Derudover står han noteret for 2 uofficielle U/21 landskampe, på DBU's U/21 træningstur til Panama/Florida i januar 2009.
Han fik sin debut på U/21 landsholdet 5 juni 2009, i en venskabskamp mod Island – kampen endte 3-2 til Danmark.

### Internationale mål
Mål for DBUs landshold
| # | Dato       | Spillested               | Modstander | Score | Resultat | Turnering                          |
| - | ---------- | ------------------------ | ---------- | ----- | -------- | ---------------------------------- |
| 1 | 12-02-2006 | Castelo Branco, Portugal | Belgien    | 1-0   | 2-1      | U/18 landsholdet træningsturnering |
| 2 | 05-09-2006 | Nakskov, Danmark         | Portugal   | 1-0   | 3-2      | U/19 landsholdet venskabskamp      |
| 3 | 05-09-2006 | Nakskov, Danmark         | Portugal   | 2-0   | 3-2      | U/19 landsholdet venskabskamp      |

## Statistik

### Klubkarriere
(opdateret 24. oktober 2013)
| Klub           | Division          | Sæson   | Liga  | Liga | Cup   | Cup | Kvalkampe | Kvalkampe | Total | Total |
| Klub           | Division          | Sæson   | Kampe | Mål  | Kampe | Mål | Kampe     | Mål       | Kampe | Mål   |
| -------------- | ----------------- | ------- | ----- | ---- | ----- | --- | --------- | --------- | ----- | ----- |
| AC Horsens     | Superligaen       | 2006-07 | 6     | 0    | 4     | 3   |           |           | 10    | 3     |
| AC Horsens     | Superligaen       | 2007-08 | 15    | 2    | 1     | 6   |           |           | 16    | 8     |
| AC Horsens     | Superligaen       | 2008-09 | 13    | 2    | 3     | 0   |           |           | 16    | 2     |
| AC Horsens     | Superligaen       | 2009-10 | 7     | 3    | 1     | 1   |           |           | 8     | 4     |
| Total          |                   |         | 41    | 7    | 9     | 10  | -         | -         | 50    | 17    |
| Kolding FC     | 1. division       | 2010    | 13    | 2    | 2     | 4   |           |           | 15    | 6     |
| Kolding FC     | 1. division       | 2011    | 14    | 4    | -     | -   |           |           | 14    | 4     |
| Total          |                   |         | 27    | 6    | 2     | 4   | -         | -         | 29    | 10    |
| FC Fyn         | 2. Division Vest  | 2011-12 | 29    | 26   | 2     | 3   | 2         | 1         | 33    | 30    |
| Total          |                   |         | 29    | 26   | 2     | 3   | 2         | 1         | 33    | 30    |
| Holstein Kiel  | Regionalliga Nord | 2012-13 | 33    | 11   | -     | -   |           |           | 33    | 11    |
| Total          |                   |         | 30    | 11   | 3     | 1   |           |           | 33    | 12    |
| Karriere Total |                   |         | 127   | 50   | 16    | 18  | 2         | 1         | 145   | 69    |

## Hæder

### Klub
- FC Fyn
  - Vinder 2. Division Vest 2011/2012
  - Oprykning til 1. Division 2011/2012

- AC Horsens
  - Vinder 1. Division 2009/2010
- Holstein Kiel
  - Vinder Regionalliga Nord 2012/2013
  - Oprykning til 3. Bundesliga 2012/1013

### Individuelt
- Årets profil i 2. Div. Vest kåret af Spillerforeningen 2011
- Topscorer i 2. Div. Vest 2011-12 med 26 mål
- Overall Topscorer i 2. Div. 2011-12 med 26 mål